# Sierra's Creative Interpreter
Sierra's Creative Interpreter (SCI) is een scripttaal en tevens run-time engine van Sierra Entertainment die voornamelijk werd gebruikt voor hun spellen uit de periode 1988 - 1996. SCI was de opvolger van AGI. Het voordeel van dergelijke tool is dat het spel losstaat van de engine. Dit wil zeggen dat men enkel de engine moet programmeren voor verschillende computersystemen, de databestanden blijven grotendeels hetzelfde. Van de engine kwam een versie uit voor pc, Amiga, Atari ST, Macintosh en PC-9801

## Versies
Hoewel de engine bij de meeste spellen lichte aanpassingen had, zijn er toch vijf grote versies te onderscheiden.

### SCI0
Het eerste spel dat gebruik maakte van de SCI-engine was King's Quest IV: The Perils of Rosella uit 1988. De engine gebruikte een resolutie van 320*200 pixels en kon 16 kleuren tonen. Daarnaast werden geluidskaarten ook ondersteund. Commando's werden nog verwerkt door een text parser die de speler typt met behulp van het toetsenbord. 
Spellen die gebruikmaken van SCI0:
- King's Quest IV: The Perils of Rosella
- Leisure Suit Larry Goes Looking for Love (In Several Wrong Places)
- Police Quest II: The Vengeance
- 1988 Christmas Card
- Space Quest III: The Pirates of Pestulon
- Hoyle's Official Book of Games: Volume 1
- Quest for Glory: So You Want to Be a Hero
- Leisure Suit Larry 3: Passionate Patti in Pursuit of the Pulsating Pectorals
- The Colonel's Bequest
- Codename: ICEMAN
- Conquests of Camelot: The Search for the Grail
- Hoyle's Official Book of Games: Volume 2
- Mixed-Up Mother Goose

Later werd deze versie nog uitgebreid zodat spellen twee talen ondersteunden. Dit waren de brontaal (Engels) en een tweede taal (meestal Frans of Duits). Tijdens het spel kon de taalkeuze voor input en teksten worden aangepast, zoldat je bijvoorbeeld in het Engels woorden kon intypen en een Frans of Duits antwoord kreeg, of zelfs met Engelse ondertiteling erbij. Er zijn overigens maar weinig spellen met deze tweetalige ondersteuning uitgerust.
- King's Quest I: Quest for the Crown (1990 remake)
- Space Quest III: The Pirates of Pestulon (internationale versie)
- Leisure Suit Larry 3: Passionate Patti in Pursuit of the Pulsating Pectorals (internationale versie)
- Jones in the Fast Lane (diskette versie)

Hoewel Jones in the Fast Lane de SC0-engine gebruikt, ondersteunt het spel al wel 256 kleuren.

### SCI1
In 1990 kwam versie 1 uit die 256 kleuren ondersteunt. De resolutie is nog steeds 320*200 pixels. Het grootste verschil met de vorige versie is dat SCI1 gedigitaliseerde bitmaps kan tonen, daar waar in SCI0 enkel sprites mogelijk waren. Verder ondersteunt SC1 zowel een text parser als een point-and-click-interface. Naast de bekende 256 kleurenversies kwamen er ook aparte versies uit met 16 kleuren voor wie (nog) geen VGA-kaart had.
Spellen gemaakt met SCI1:
- 1990 Christmas Card - The Seasoned Professional
- Quest for Glory II: Trial by Fire
- Hoyle's Official Book of Games: Volume 3
- King's Quest V: Absence Makes the Heart Go Yonder! (diskette versie)
- Leisure Suit Larry in the Land of the Lounge Lizards (remake)
- Space Quest IV: Roger Wilco and the Time Rippers (diskette versie)
- Mixed-Up Mother Goose (cd-romversie)
- Leisure Suit Larry 5: Passionate Patti Does a Little Undercover Work
- EcoQuest: The Search for Cetus (diskette versie)
- Jones in the Fast Lane (cd-romversie)
- King's Quest V: Absence Makes the Heart Go Yonder! (cd-rom- & internationale disketteversie)
- Mixed-up Fairy Tales
- Police Quest III: The Kindred
- Space Quest I: The Sarien Encounter (enhanced remake)
- Space Quest IV: Roger Wilco and the Time Rippers (internationale versie)
- Conquests of the Longbow: The Legend of Robin Hood
- Castle of Dr. Brain

### SCI1.1
Deze versie heeft de volgende aanpassingen:
- cutscenes zijn mogelijk
- Personages worden geschaald: in SCI0 hebben de personages een statische grootte ongeacht waar ze staan. Nu worden ze kleiner/groter waardoor een pseudo 3D-effect ontstaat.
- Er kwamen geen aparte 16 kleurenversies meer uit. In plaats daarvan werd een EGA driver meegeleverd met een resolutie van 640*200.
- De spellen hebben afzonderlijke versies voor talen in plaats van de tot dan toe gebruikte tweetaligheid (Engels en een van de talen Frans, Duits, Spaans, Italiaans).

Volgende spellen werden met SCI1.1 ontworpen:
- 1992 Christmas Card
- EcoQuest: The Search for Cetus (disketteversie 1.1, cd-romversie)
- EcoQuest II: Lost Secret of the Rainforest
- Freddy Pharkas: Frontier Pharmacist
- The Island of Dr. Brain
- King's Quest VI: Heir Today, Gone Tomorrow
- Laura Bow: The Dagger of Amon Ra
- Leisure Suit Larry 6: Shape Up or Slip Out! (diskette- en lageresolutie-cd-romversie)
- Mixed-Up Mother Goose (Versie 2.000)
- Pepper's Adventures in Time
- Police Quest: In Pursuit of the Death Angel (enhanced remake)
- Quest for Glory I: So You Want to Be a Hero (256 kleuren-versie)
- Quest for Glory III: Wages of War
- Space Quest IV: Roger Wilco and the Time Rippers (cd-romversie)
- Space Quest V: The Next Mutation

### SCI2
Deze versie draait in 32 bit-mode met behulp van DOS/4GW. Ook kunnen spellen nu gespeeld worden onder Windows 3.1. De resolutie werd nogmaals opgetrokken naar 640x480.
- Gabriel Knight: Sins of the Fathers
- The Beast Within: A Gabriel Knight Mystery
- King's Quest VII: The Princeless Bride
- Leisure Suit Larry 6: Shape Up or Slip Out! (hogeresolutie-cd-romversie)
- Mixed-Up Mother Goose Deluxe
- Phantasmagoria
- Police Quest: Open Season
- Quest for Glory IV: Shadows of Darkness
- Shivers
- Space Quest 6: Roger Wilco in The Spinal Frontier
- Torin's Passage

### SCI3
Dit is de laatste versie van de SCI-engine. De engine ondersteunt nu ook Windows 95.
- Leisure Suit Larry: Love for Sail!
- Lighthouse: The Dark Being
- Phantasmagoria II: A Puzzle of Flesh
- RAMA

## Gerelateerde software
ScummVM is een opensource-emulator die diverse oude game-engines ondersteunt waaronder SCI. Dankzij ScummVM is het nu ook mogelijk dergelijke spellen te spelen op computersystemen waarop het spel nooit is uitgekomen zoals Linux/Unix, recente versies van Microsoft Windows, Dreamcast en GP32.
Verder bestaan er nog SCI-editors om de inhoud van de spellen te bekijken: achtergronden, personages, voorwerpen, ... Veel spellen bevatten items die niet in het spel voorkomen. In de meeste gevallen was er dan wel de intentie om het object te gebruiken, maar werd dit uiteindelijk uit het spel geschrapt en vergat men dit uit de resourcebestanden te halen.